# 安东尼·帕戈登
安东尼·帕戈登（英語：Anthony Robin Dermer Pagden，1945年5月27日—）是一位美国历史学家和作家，加利福尼亚大学洛杉矶分校教授，主要作品有《西方帝国简史：欧洲人的文明之旅》（Peoples and Empires: A Short History of European Migration, Exploration, and Conquest, from Greece to the Present，2001年）、《两个世界的战争：2500年来东方与西方的竞逐》（Worlds at War: The 2500-Year Struggle between East and West，2008年）、《启蒙运动：为什么依然重要》（The Enlightenment - and why it still matters，2013年）、《帝国的重负：1539年至今》（The Burdens of Empire: 1539 to the Presemt，2015年）等。